# Trivellona finleyi
Trivellona finleyi là một loài ốc biển nhỏ, là động vật thân mềm chân bụng sống ở biển trong họ Triviidae.

## Miêu tả
Loài này có kích thước giữa 12 mm and 23 mm

## Phân bố
Chúng phân bố ở Thái Bình Dương Ocean dọc theo Hawaii và Philippines